# Ил Диво
„Ил Диво“ (Il Divo) е мултинационална класическа кросоувър вокална група. Създаден в Обединеното кралство през 2003 г., Ил Диво е мъжки квартет, състоящ се от швейцарския тенор Урс Бюлер, американския тенор Дейвид Милър, френския баритон Себастиен Исамбард и американския баритон Стивън Лабри. Преди това групата включва испанския баритон Карлос Марин до смъртта му през 2021 г. от коронавирус и заместването му от Лабри през 2023 г. Квартетът е създаден и рекламиран от Саймън Коуел за лейбъла Syco Music (дъщерно дружество на Sony Music).
Към 2019 г. в творчеството си „Ил Диво“ има 7 студийни албума: Il Divo (2004), Ancora (2005), Siempre (2006), The Promise (2008), Wicked game (2011), A Musical Affair (2013), Amor & Pasión (2015) и Timeless (2018); един албум компилация The Greatest Hits (2012); специален албум с коледни песни The classic Christmas album (2005); и два концертни албума An Evening with Il Divo: Live in Barcelona (2009), Live in Japan (2014); няколко специални издания, дуети и сътрудничества. Видеографията на групата се състои от следните DVD издания: Live At Gotham Hall (2004), Encore (2004), Mama (2005), The Yule Log: The Christmas collection (2005), Live At the Greek Theater (2006), At the Coliseum (2008), Live in Barcelona: An evening with Il Divo (2009), Live in London (2011) и Live in Japan (2014).
Групата е сформирана от английския музикален продуцент Саймън Кауъл за английския лейбъл Syco Music, част от международната компания Sony Music,, Кауъл нарича групата Il Divo, италианска дума означаваща божествен художник, въпреки че са четирима певци, името на групата се отнася за гласовете им, взети като един. Според Джо Керигън, вестник Irish Examiner, казва за тях „превръщат музиката в нещо вълшебно“, когато „четири се превръща в едно“, т.е. в един глас.
От самото си основаване Il Divo стават популярни в целия свят, до средата на 2015 г. имат продадени над 35 милиона копия дискове в света и повече от 160 златни и платинени записа в 35 държави, правят революция в класическата музика и на музикалната сцена, като постигат нов музикален стил, поп-опера (или попера), в рамките на жанра на класическия кросоувър.
- Карлос Марин
- Дейвид Милър
- Себастиен Исамбард
- Урс Бюлер

## Членове
Il Divo се състои от швейцарския тенор Урс Бюлер, испанския баритон Карлос Марин, американския тенор Дейвид Милър и френския поп певец Себастиен Исамбард.
Карлос Марин Менчеро е роден на 13 октомври 1968 г. в Рюселсхайм, Германия, израснал в Морфелден Валдорф, и учил в Мадрид. Признат е за многостранен вокал-чудо. Обикновено гласът му завършва песните на групата.
Урс Тони Бюлер е роден на 19 юли 1971 г. във Вилисау-Люцерн. Осем години преди създаването на Il Divo е живял в Нидерландия.
Себастиен Исамбард Кинтеро е роден на 7 март 1973 г. в Париж, Франция. Той е певец, продуцент, композитор, текстописец и музикант.
Дейвид Лий Милър е роден на 14 април 1973 г. в Сан Диего, Калифорния, САЩ, израснал е в Литълтън, Колорадо.

## Дискография
| Студийни албуми 2004 – Il Divo 2005 – Ancora 2006 – Siempre 2008 – The promise 2011 – Wicked game 2013 – A musical affair 2015 – Amor & Pasión 2018 - Timeless Компилации 2012 – The greatest hits Концертни албуми 2009 – An Evening with Il Divo: Live in Barcelona 2014 – Live in Japan Празнични албуми 2005 – The Christmas Collection |  | Специални издания 2005 – Il Divo. Gift pack 2006 – Il Divo collezione 2006 – Christmas collection. The yule log 2008 – The promise. Luxury edition 2011 – Wicked game. Gift edition 2011 – Wicked game. Limited edition deluxe box set 2012 – The greatest hits. Gift edition 2012 – The greatest hits. Deluxe limited edition 2014 – A musical affair. Track by track (Дигитален) 2014 – A musical affair. Exclusive 2014 – A musical affair. French versión 2014 – Live in Japan. Japan versión |  | Грамофонни плочи 2004 – Regresa a mí 2004 – I Believe in You (Je crois en toi) |

## Видеография
| Концертни албуми 2004 – Live At Gotham Hall 2005 – Encore 2005 – Mama 2006 – The Yule Log: The Christmas collection 2006 – Live At the Greek Theater 2008 – At the Coliseum 2009 – Live in Barcelona: An evening with Il Divo 2011 – Live in London 2014 – Live in Japan |  | Официални видеоклипове 2004 – Regresa a mí 2005 – Mama 2006 – The time of our lives – Il Divo & Тони Бракстън 2014 – Le temps des cathédrales – Il Divo & Vincent Niclo 2014 – Wo wants to live forever? – Il Divo & Anggun 2014 – Aimer – Il Divo & Natasha St-Pier 2014 – Can you feel the love tonight – Il Divo & Lisa Angell 2014 – Memory – Il Divo & Hélène Ségara 2015 – Amor & Pasión |